# Piper Perri
Piper Perri, vlastním jménem Julienne Leda Frederico (* 5. června 1995, Harrisburg, Pensylvánie, USA), je bývalá americká pornoherečka.

## Život a kariéra
Narodila se 5. června 1995 v Harrisburgu v Pensylvánii. Když jí byly tři roky, její rodiče se rozvedli. Potom žila s matkou v několika různých státech jako Maryland, Florida, Louisiana, Havaj, Arizona nebo Texas.
V pornoprůmyslu debutovala 5. listopadu 2014, ve svých 19 letech. Umělecký pseudonym Piper Perri vymyslel její manažer, podle hlavní postavy amerického seriálu Holky za mřížemi Piper Chapmanové, ztvárněnou Taylor Schillingovou. Natáčela pro taková studia jako Bang Bros, Brazzers, Mofos, Reality Kings, Vivid, Lethal Hardcore, Elegant Angel, Kick Ass, Evil Angel nebo New Sensations.
V dubnu 2016 její přítel zabil jejich dvouletého syna, zatímco byla v práci.

## Piper Perri Surrounded
Mimo pornoprůmysl se Piper Perri stala známá kvůli memu známému jako Piper Perri Surrounded (obklopená Piper Perri). Mem zachycuje obrázek, kde drobná blondýnka Piper Perri sedí na gauči, za kterým stojí pět statných černochů. Jde o screenshot z pornofilmu žánru gang bang Orgy Is the New Black z roku 2015. Mem potom existuje v mnoha variantách, které představují situace, kdy se na člověka valí spoustu problémů.

## Ocenění a nominace
| Rok  | Cena                        | Kategorie                                    | Výsledek  |
| ---- | --------------------------- | -------------------------------------------- | --------- |
| 2016 | Spank Bank Awards           | Countess of Contortionism                    | nominace  |
| 2016 | Spank Bank Awards           | Fun Sized Fuck Bunny Piper Perri Surrounded, | nominace  |
| 2016 | Spank Bank Awards           | Tightest Twat                                | nominace  |
| 2016 | Spank Bank Technical Awards | Able To Swallow Her Weight In Cum            | vítězství |
| 2017 | AVN Awards                  | Best All-Girl Group Sex Scene                | nominace  |
| 2017 | AVN Awards                  | Cena fanoušků: Hottest Newcomer              | nominace  |
| 2017 | AVN Awards                  | Best New Starlet                             | nominace  |
| 2017 | Spank Bank Awards           | Born To Hand Job                             | nominace  |
| 2017 | Spank Bank Awards           | Fun Sized Fuck Toy                           | nominace  |
| 2017 | Spank Bank Awards           | Most Fuckable Feet                           | nominace  |
| 2017 | Spank Bank Awards           | Newcummer of the Year                        | nominace  |
| 2017 | XBIZ Awards                 | Best Sex Scene – All-Sex Release             | nominace  |
| 2017 | XRCO Awards                 | New Starlet of the Year                      | nominace  |
| 2018 | AVN Awards                  | Best Virtual Reality Sex Scene               | nominace  |
| 2018 | Spank Bank Awards           | Blowbang / Bukkake Badass of the Year        | nominace  |
| 2018 | Spank Bank Awards           | Fun Sized (Spinner of the Year)              | nominace  |
| 2018 | Spank Bank Awards           | Gloryhole Guru of the Year                   | nominace  |
| 2018 | Spank Bank Awards           | Tightest Vag                                 | nominace  |
| 2018 | Spank Bank Awards           | VR Star of the Year                          | nominace  |
| 2018 | XBIZ Award                  | Best Sex Scene - Vignette Release            | nominace  |
| 2018 | XBIZ Award                  | 2x Best Sex Scene - Virtual Reality          | nominace  |
| 2019 | AVN Awards                  | Best Actress - Featurette                    | nominace  |
| 2019 | Spank Bank Awards           | Countess of Contortionism                    | nominace  |
| 2019 | Spank Bank Awards           | Tightest Vag                                 | nominace  |